# Molí de la Verneda
El Molí de la Verneda és una obra de Sant Sadurní d'Osormort (Osona) protegida com a bé cultural d'interès local.

## Descripció
Antic molí de planta rectangular cobert a dues vessants amb la part esquerre més prolongada i el carener perpendicular a la façana situada a migdia. Consta de planta baixa i primer pis. La façana presenta un portal rectangular (actualment tapiat) i dues finestres i al primer se n'hi obren quatre. La façana est té un cobert adossat a la planta, a una sola vessant i una finestra al primer pis. Al nord hi ha un mur que tanca el femer i s'hi adossa un cos a una sola vessant que, segurament, ubicava l'obrador del molí. A la part de ponent d'aquest adossament hi ha el portal d'entrada. A la façana del mur sud hi ha dues finestres a la planta. A ponent s'hi adossa la basa i una construcció rectangular que s'endevina que fou coberta a dues vessants. Aquest sector és el més deteriorat.
Cabana de planta rectangular, coberta a dues vessants amb el carener perpendicular a la façana situada a ponent. Consta de planta baixa i un pis. La façana de ponent, molt deteriorada, presenta tres pilars de totxana, un sota el carener i dos de laterals. A llevant el mur és cec excepte per una finestra. A la façana nord hi ha diversos afegitons de totxana.

## Història
Antic molí, actualment abandonat, situat al marge dret de la riera Major, és a dir entre St. Sadurní i Bojons. Per estar més a prop de la Verneda de Sant Ponç que de la Verneda de Sant Feliu deduïm que fou molí de la Verneda de Sant Ponç, mas que el trobem documentat des del segle xiv i que mantingué la genealogia fins a la darrera generació que en casar-se una pubilla els seus descendents passaren a dir-se Vilaró. No tenim cap notícia documental ni constructiva que ens permeti ampliar la informació.